# Tief inelastische Streuung

Tief inelastische Streuung eines Leptons an einem Hadron in führender Ordnung Störungstheorie

Die tief inelastische Streuung ist die Streuung eines Elementarteilchens hoher kinetischer Energie, z. B. eines Elektrons, Myons oder Neutrinos, an einem Nukleon mit großem Energie- und Impulsübertrag. Die Wechselwirkung der Nukleonen mit den Elektronen geschieht an Quarks im Nukleon.
Povh und Rosina bevorzugen die Bezeichnung „quasielastische Lepton-Quark-Streuung“. Sie weisen darauf hin, dass „tief inelastische Streuung am Nukleon“ aus der Zeit stammt, als man noch nicht von den Quarks innerhalb des Nukleons wusste.

## Streuexperimente
Physikalische Streuexperimente geben Aufschluss über die Struktur von Teilchen. Mit der Rutherford-Streuung zeigte sich, dass ein Atom aus einem kleinen, massereichen, positiv geladenen Atomkern und viel leerem Raum mit den negativ geladenen Elektronen besteht. Die Alphateilchen geben bei der Rutherford-Streuung keine kinetische Energie ab, es handelt sich um eine elastische Streuung.
Die tief inelastische Streuung ist eine inelastische Streuung an Nukleonen, d. h., die gestreuten Teilchen geben kinetische Energie an das Nukleon ab. Die gestreuten Teilchen treffen mit sehr hoher kinetischer Energie auf das Nukleon, sodass ihre De-Broglie-Wellenlänge erheblich kleiner ist als die Ausdehnung des Nukleons. Dadurch gibt die tief inelastische Streuung Aufschluss über die innere Struktur des Nukleons.
Solche Streuexperimente wurden erstmals 1968 am Stanford Linear Accelerator Center (SLAC) durchgeführt. Dabei zeigte sich, dass sehr viel mehr Streuelektronen mit niedriger Energie detektiert wurden, als man aufgrund von Resonanzen der Nukleonen, z. B. der Δ-Resonanz, erwartete. Dies bedeutete, dass Nukleonen aus punktförmigen Konstituenten aufgebaut sein mussten. In Kombination mit Neutrino-Experimenten, die in den 1970ern mit dem Gargamelle-Detektor am CERN durchgeführt wurden, zeigte sich, dass diese zunächst „Partonen“ genannten Teilchen die 1964 von Murray Gell-Mann und George Zweig postulierten Quarks waren.

## Elektron-Proton-Streuung
Durch die Streuung von Elektronen am Proton kann man die dimensionslosen Strukturfunktionen {\displaystyle F_{1}(x,Q^{2})} und {\displaystyle F_{2}(x,Q^{2})} bestimmen. Dabei ist {\displaystyle Q^{2}} der übertragene Viererimpuls und {\displaystyle x} die Bjorken-Skalierung. Die Strukturfunktionen sind – von QCD-Korrekturen abgesehen – nicht vom Viererimpuls abhängig. Dies zeigt, dass die Elektronen an punktförmigen Konstituenten des Protons gestreut werden. Diese sind die Valenzquarks (zwei Up-Quarks und ein Down-Quark, aus denen das Proton aufgebaut ist) und die Seequarks (virtuelle Quark-Antiquark-Paare, die im Gluonenfeld zwischen den Quarks auftreten).
Äquivalent dazu ist die Myon-Proton-Streuung. Myonen verhalten sich elektromagnetisch genauso wie Elektronen, sind zwar weit schwieriger zu produzieren, können aber mit erheblich höherer Strahlenergie erzeugt werden.

## Neutrino-Proton-Streuung
Bei Experimenten zur Neutrino-Streuung werden Myon-Neutrinos ({\textstyle \nu _{\mu }}) in Myonen bzw. Myon-Antineutrinos ({\textstyle {\bar {\nu }}_{\mu }}) in Antimyonen umgewandelt. Da dabei über virtuelle W-Bosonen elektrische Ladung übertragen wird, reagieren die {\textstyle \nu _{\mu }} nur mit negativ geladenen (Anti-)quarks (u, d, …) und die {\textstyle {\bar {\nu }}_{\mu }} nur mit positiv geladenen (Anti-)quarks (u, d, …). Außerdem spielt aufgrund der Paritätsverletzung der schwachen Wechselwirkung die Chiralität eine Rolle, was durch eine zusätzliche Strukturfunktion {\displaystyle F_{3}(x,Q^{2})} beschrieben wird. Dadurch ermöglicht es die Neutrinostreuung, selektiv den Anteil der Antiquarks und damit der Seequarks zu bestimmen.

## Streuung an Atomkernen
Experimente zur tief inelastischen Streuung werden auch an Atomkernen vorgenommen. Ursprünglich tat man dies, um a) die Strukturfunktionen des Neutrons zu ermitteln, indem man aus der Streuung am Atomkern die Protonen „herausrechnet“, und b) mehr Targetmaterial zur Verfügung zu haben, was insbesondere bei Neutrinoexperimenten wichtig ist. Da die Bindungsenergie der Nukleonen im Kern klein ist verglichen mit der Bindung der Quarks im Nukleon, erwartete man dieselben Ergebnisse wie für freie Nukleonen. Stattdessen beobachtete man, dass sich die Kernumgebung sehr wohl auswirkt (EMC-Effekt), was eine ganze Serie weiterer Experimente veranlasste.

## Verwandte Prozesse
Wenn bei der Streuung an einem Atomkern das Elektron, Myon oder Neutrino mit einem Proton als ganzem (und nicht mit einem seiner Bestandteile) wechselwirkt (Bjorken-Variable x = 1), bezeichnet man dies als quasielastische Streuung am Nukleon.
Wenn bei der Streuung eines Elektrons oder Myons an einem Proton dieses intakt bleibt und nur ein Photon ausgestrahlt wird, handelt es sich um tief virtuelle Compton-Streuung (deeply virtual Compton scattering – DVCS). Dieser Prozess wiederum ist vom Bethe-Heitler-Prozess zu unterscheiden, bei dem das reelle Photon vom Elektron bzw. Myon emittiert wird.